# Урмас Пает
У́рмас Пает е естонски политик и към момента министър на външните работи на Естония. Член е на естонската реформистка партия.

## Биография
Пает е роден в Талин, Естония. Завършва висше образование в университета в Тарту през 1996 году степен бакалавър специалност политология. Същата година взема и магистърска степен в специалност Международни отношения в университета в Осло. Започва работа като журналист в естонското национално радио. В периода 1999 – 2003 г. е кмет на район Nõmme на естонската столица..
От април 2003 г. е министър на културата на Естония и остава на този пост до април 2005 г. От април при встъпване в мандат на следващо правителство става външен министър на Естония.
Пает е женен и има две деца. Говори естонски, руски, английски, немски и фински език.
През 2014 г. става известен с качен в YouTube разговор с еврокомисаря Катрин Аштън за положението на Майдана в Киев. Разговорът се е състоял на 26 февруари след визитата на Пает в Украйна. В него той споделя наблюденията на доктор Олга Богомолец, помагала на пострадали на Майдана. Тя споделя подозренията си, че снайперистите убивали хора на Майдана вероятно са наети от ръководители на опозицията. Автентичността на записа е потвърдена от Министерството на външните работи на Естония. Урмас заявява, че е нужно да се проведе независимо международно разследване за убийствата на хора на Евромайдана в Киев.